# Pollard (Arkansas)
Pollard es una ciudad ubicada en el condado de Clay en el estado estadounidense de Arkansas. En el Censo de 2010 tenía una población de 222 habitantes y una densidad poblacional de 298,66 personas por km².

## Geografía
Pollard se encuentra ubicada en las coordenadas 36°25′48″N 90°16′3″O / 36.43000, -90.26750. Según la Oficina del Censo de los Estados Unidos, Pollard tiene una superficie total de 0.74 km², de la cual 0.74 km² corresponden a tierra firme y (0%) 0 km² es agua.

## Demografía
Según el censo de 2010, había 222 personas residiendo en Pollard. La densidad de población era de 298,66 hab./km². De los 222 habitantes, Pollard estaba compuesto por el 99.1% blancos, el 0% eran afroamericanos, el 0% eran amerindios, el 0% eran asiáticos, el 0% eran isleños del Pacífico, el 0% eran de otras razas y el 0.9% pertenecían a dos o más razas. Del total de la población el 0.9% eran hispanos o latinos de cualquier raza.